# Мемориал погибшим при исполнении служебного долга милиционерам (Махачкала)
Мемориал погибшим при исполнении служебного долга милиционерам — памятник в Махачкале.
В центре мемориала фигура сотрудника правоохранительных органов, обнажившего голову и преклонившего колено перед Вечным огнём из расположенной перед ним звезды. По бокам и сзади фигуры установлены две четырёхгранные колонны и мемориальная стена, на которой на плитах из чёрного мрамора — списки погибших с 1924 по настоящее время милиционеров и строки Расула Гамзатова.
Автор мемориала скульптор Али Магомедов.

## История
Мемориал открыт 10 ноября 2007 года на Проспекте Расула Гамзатова напротив здания МВД Дагестана.
В 2019 году недалеко от мемориала на бульварной части проспекта открыт фонтан-памятник скорби по погибшим сотрудникам МВД, фонтан выполнил также Али Магомедов